# Гольдштейн, Юлия Борисовна
Юлия Борисовна Гольдштейн (род. 1964) — немецкая пианистка и музыкальный педагог. Дочь скрипача Бориса Гольдштейна.

## Биография
С пятилетнего возраста занималась фортепиано под руководством Нунэ Хачатурян, дочери Арама Хачатуряна. В 1974 году вместе с отцом переехала на постоянное жительство в Германию. В 1979 г. заняла первое место на юношеском конкурсе «Концертино Прага», опередив, в частности, Станислава Бунина и Юкино Фудзивара; выиграла также несколько немецких конкурсов. В 1980 г. вместе с Молодёжным оркестром Нижней Саксонии совершила первую гастрольную поездку в Португалию. В 1986 г. окончила Ганноверскую Высшую школу музыки у Карла-Хайнца Кеммерлинга, в дальнейшем совершенствовала своё мастерство в Эссене у Бориса Блоха и в Манчестере у Суламиты Ароновски. Выступала в ансамбле с такими музыкантами, как Сабина Майер, Кристиан Тецлафф, Александр Рудин, а также со своим отцом, вместе с которым записала сонаты для скрипки и фортепиано Иоганнеса Брамса и Сезара Франка.
В 2002—2005 годы преподавала фортепиано в Нюрнбергской консерватории; даёт частные уроки. Среди её учеников, в частности, Ли Чжинсан, Константин Семилаковс.

### Семья
Отец — Борис Эммануилович Гольдштейн (1922—1987), скрипач; мать — Ирина Добротина-Гольдштейн, скрипичный педагог.
Была замужем за пианистом Вольфгангом Манцем. 
Трое детей:
- Себастиан Манц[нем.] (р. 1986) (кларнет)
- Лариса Манц (скрипка)
- Доминик Манц (виолончель)[2]

## Участие в конкурсах
- 1-я премия конкурса «Jugend musiziert» (1978)
- 1-я премия конкурса «Гротриан-Штайнвег» (1978, Брауншвейг)
- 1-е место на конкурсе «Концертино Прага» (1979)
- 1-я премия юношеского конкурса фирмы «Стейнвей» (Гамбург, 1981)
- 3-е место юношеского международного конкурса пианистов им. Альфреда Корто (1981)